# Elna Reinach
Elna Reinach (* 2. Dezember 1968 in Pretoria) ist eine ehemalige südafrikanische Tennisspielerin.

## Karriere
Reinach spielte von 1984 bis 1995 auf der Profitour. Sie gewann in ihrer Karriere insgesamt zehn WTA-Doppeltitel. Ihre älteren Geschwister Monica und Stephanus waren ebenfalls Tennisprofi.
Reinach nahm 1992 an den Olympischen Spielen teil, scheiterte dort aber in der ersten Runde an Jennifer Capriati. Mit ihrem Partner Patrick Galbraith gewann sie 1994 bei den US Open einen Grand-Slam-Titel und mit Danie Visser stand sie 1993 im Endspiel des Mixed-Wettbewerbs der French Open.

## Erfolge

### Einzel
| Nr. | Datum           | Turnier  | Kategorie   | Belag     | Finalgegnerin    | Ergebnis |
| --- | --------------- | -------- | ----------- | --------- | ---------------- | -------- |
| 1.  | 7. Februar 1993 | Auckland | WTA Tier IV | Hartplatz | Caroline Kuhlman | 6:0, 6:0 |

### Doppel
| Nr. | Datum             | Turnier      | Kategorie    | Belag             | Partnerin          | Finalgegnerinnen                        | Ergebnis      |
| --- | ----------------- | ------------ | ------------ | ----------------- | ------------------ | --------------------------------------- | ------------- |
| 1.  | 20. August 1989   | Albuquerque  | WTA Tier V   | Hartplatz         | Nicole Provis      | Raffaella Reggi Arantxa Sánchez Vicario | 4:6, 6:4, 6:2 |
| 2.  | 20. Mai 1990      | Berlin       | WTA Tier I   | Sand              | Nicole Provis      | Hana Mandlíková Jana Novotná            | 6:2, 6:1      |
| 3.  | 27. Mai 1990      | Straßburg    | WTA Tier IV  | Sand              | Nicole Provis      | Kathy Jordan Liz Smylie                 | 6:1, 6:4      |
| 4.  | 10. November 1991 | Brentwood    | WTA Tier IV  | Hartplatz         | Sandy Collins      | Yayuk Basuki Caroline Vis               | 5:7, 6:4, 7:6 |
| 5.  | 24. Mai 1992      | Luzern       | WTA Tier IV  | Sand              | Amy Frazier        | Karina Habšudová Marianne Werdel        | 7:5, 6:2      |
| 6.  | 1. November 1992  | San Juan     | WTA Tier IV  | Hartplatz         | Amanda Coetzer     | Gigi Fernandez Kathy Rinaldi            | 6:2, 4:6, 6:2 |
| 7.  | 14. November 1992 | Indianapolis | WTA Tier IV  | Hartplatz (Halle) | Katrina Adams      | Sandy Collins Mary Lou Daniels          | 5:7, 6:2, 6:4 |
| 8.  | 7. Februar 1993   | Auckland     | WTA Tier IV  | Hartplatz         | Isabelle Demongeot | Jill Hetherington Kathy Rinaldi         | 6:2, 6:4      |
| 9.  | 6. November 1994  | Québec       | WTA Tier III | Teppich (Halle)   | Nathalie Tauziat   | Linda Wild Chanda Rubin                 | 6:4, 6:3      |
| 10. | 5. Februar 1995   | Auckland     | WTA Tier IV  | Hartplatz         | Jill Hetherington  | Laura Golarsa Caroline Vis              | 7:6, 6:2      |

### Mixed
| Nr. | Datum              | Turnier | Kategorie  | Belag     | Partner           | Finalgegner                  | Ergebnis |
| --- | ------------------ | ------- | ---------- | --------- | ----------------- | ---------------------------- | -------- |
| 1.  | 11. September 1994 | US Open | Grand Slam | Hartplatz | Patrick Galbraith | Jana Novotná Todd Woodbridge | 6:2, 6:4 |